# San Salvador (Medio Cudeyo)
San Salvador, también citado en ocasiones como San Salvador de Heras, es un lugar del municipio de Medio Cudeyo (Cantabria, España), situado en la falda norte de Peña Cabarga, y que en el pasado albergó instalaciones mineras relacionadas con la explotación del mineral de hierro de dicha elevación geográfica. 

## Geografía física
La localidad se encuentra a 40 metros de altitud sobre el nivel del mar, al pie de Peña Cabarga. Dista 7,2 kilómetros de la capital municipal, Valdecilla.
Se localiza al sur de la confluencia de las rías de Solía y de San Salvador o Tijero, que se unen para formar la ría de Astillero. Las dos rías primeras forman, en la localidad, los límites naturales del término municipal de Medio Cudeyo con los de El Astillero y Marina de Cudeyo, respectivamente.
La localidad se encuentra atravesada por diversos cursos de agua que descienden de Peña Cabarga y se dispersa por sus correspondientes valles.
En el barrio de El Perujo, existe una cueva conocida como «de los Moros» explorada y topografiada por la Asociación Deportiva Pico Tres Mares, desde el año 2003, con un desarrollo de 500 m.

## Historia

### Edad Moderna
En la Edad Moderna, la localidad formaba concejo con la vecina Heras, en el tercio de la Marina de la Junta de Cudeyo, de la merindad de Trasmiera.

### Edad Contemporánea

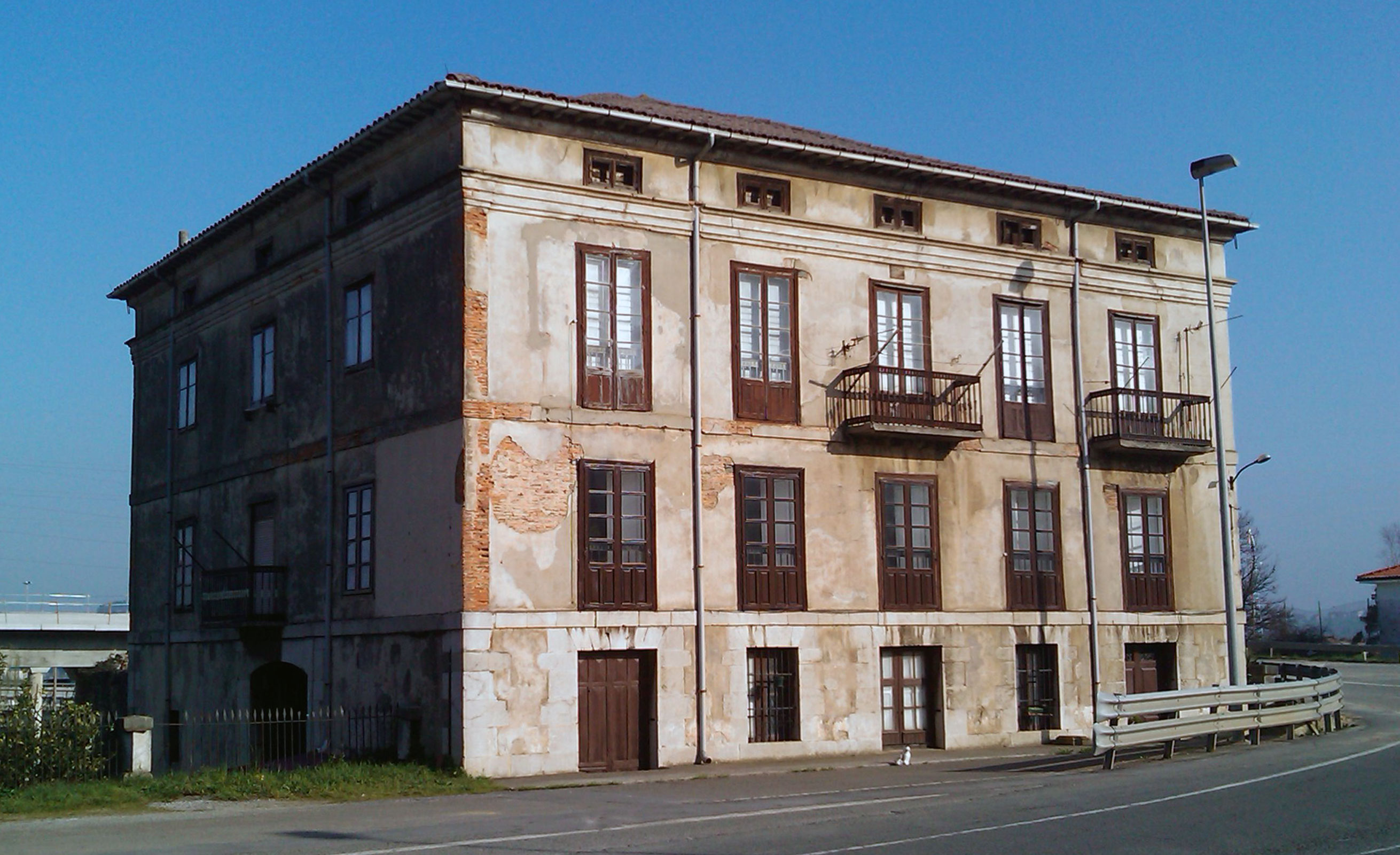
Edificio de las antiguas oficinas de Minas Complemento.

A finales del siglo XIX y comienzos del XIX, existieron en San Salvador instalaciones mineras relacionadas con la explotación del hierro de Peña Cabarga. En particular, la compañía Sociedad Minas Complemento tuvo oficinas, talleres, un lavadero y uno de los dos muelles existentes en San Salvador. El otro pertenecía a la empresa Ferrocarril de Santander a Bilbao.
Estos dos muelles eran los más interiores de la bahía de Santander, y los más importantes de la Bahía de Santander tras el de Orconera en El Astillero.
Lavadero

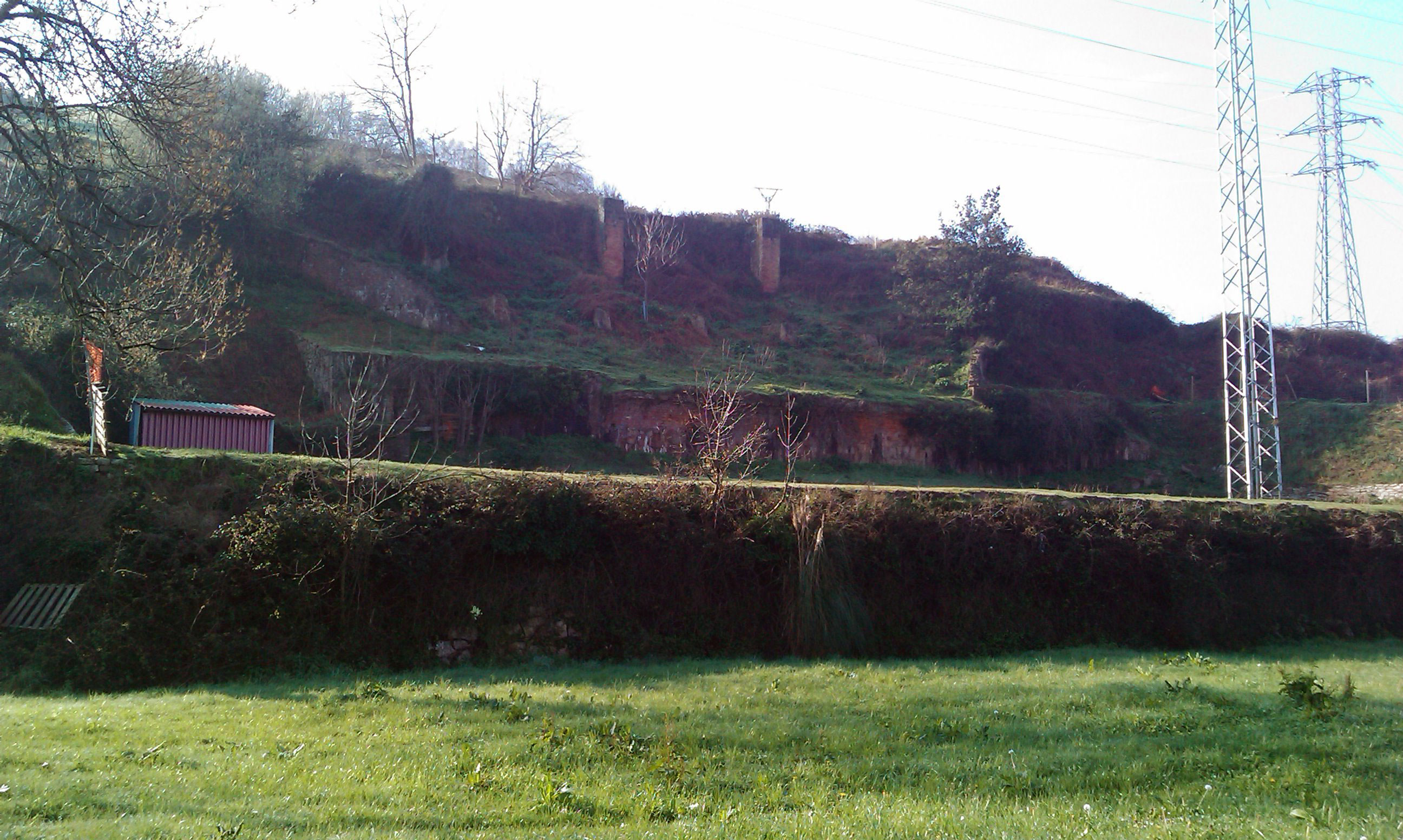
Restos del antiguo lavadero de mineral de hierro.

El lavadero de Minas Complemento se encontraba al final de una línea de ferrocarril de la propia compañía. La vía, de 2,4 km de longitud y 0,6 m de ancho, partía del barrio de Santa Ana de Liaño, al pie de un plano inclinado y de una cadena flotante automotora, por los que descendía el mineral desde los tajos. Los vagones de mineral descargaban en la parte superior del lavadero, en una "extensa vertedera". Además disponía de 8 batideras y 4 dragas para menudos. Era modélico en la utilización de la gravedad como fuente de energía, aprovechando los 18 m de desnivel. El mineral lavado era transportado al cercano embarcadero de la compañía a través de una línea férrea de doble vía de 200 m de longitud, que cruzaba superiormente la línea Santander-Bilbao. Los vagones cargados de mineral eran descargados en el muelle mediante un basculador.
Muelle de San Justo

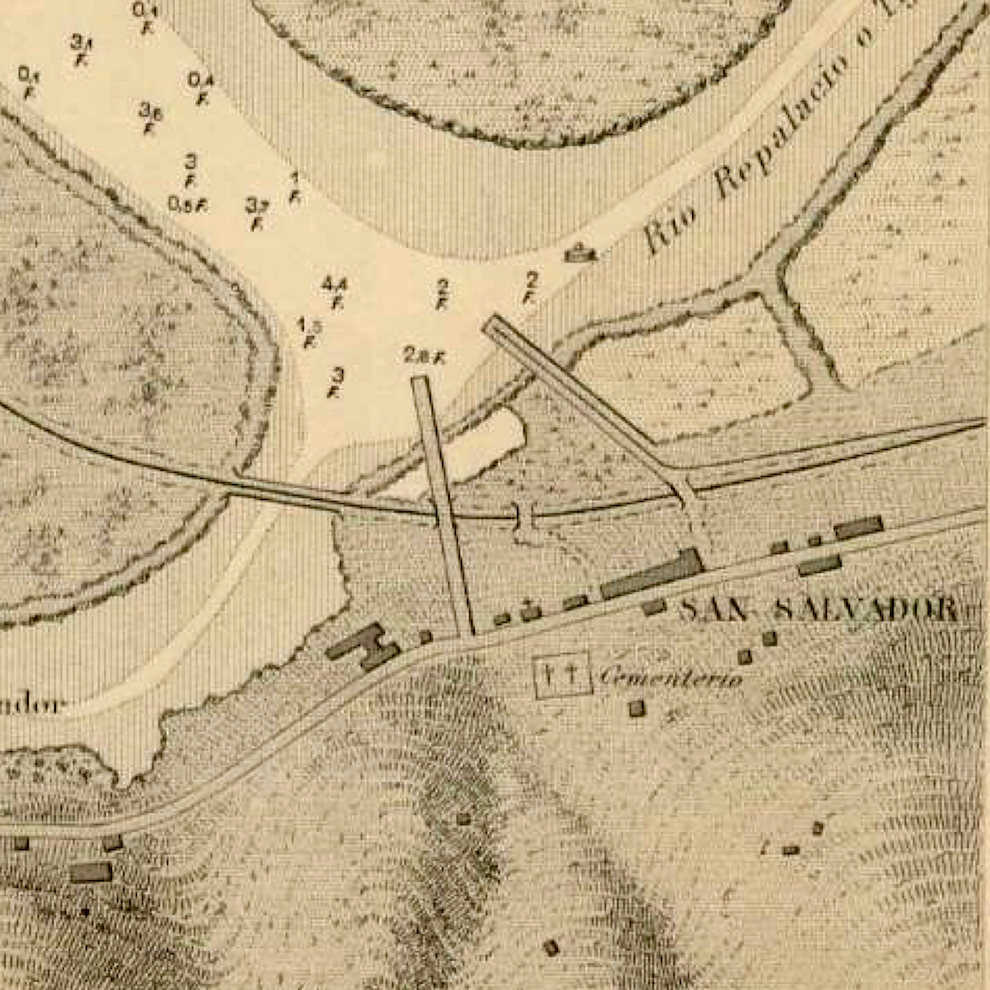
Los muelles de San Justo (izquierda) y del Ferrocarril Santander-Bilbao en un plano levantado en 1926

También conocido como cargadero de Complemento, era uno de los más antiguos de la bahía y estaba situado en la confluencia de las rías de Solía y Tijero. Su concesión inicial fue a Eduardo Díaz Vallespín, y tras pasar por varios dueños y concesionarios, fue adquirido por el destacado ingeniero británico José Mac Lennan el 5 de septiembre de 1886. En 1891 la empresa San Salvador Spanish Iron Ore Spanish comenzó su actividad y embarcaba su producción de mineral por dicho muelle, tras alcanzar un acuerdo con Mac Lennan. 
En 1900 se constituyó la sociedad Minas de Complemento que arrendó a Mac Lennan, además de otras instalaciones, el muelle. Tras su constitución, la empresa tuvo que reformarlo para aumentar su capacidad de embarque elevando su altura hasta los 10 m sobre las pleamares equinocciales. Comenzó a funcionar en 1902, continuando con el embarque de mineral de la San Salvador Spanish que pagaba un canon por su utilización. Esta compañía, en 1905, inauguró un ferrocarril desde su lavadero en Liaño hasta el propio muelle.

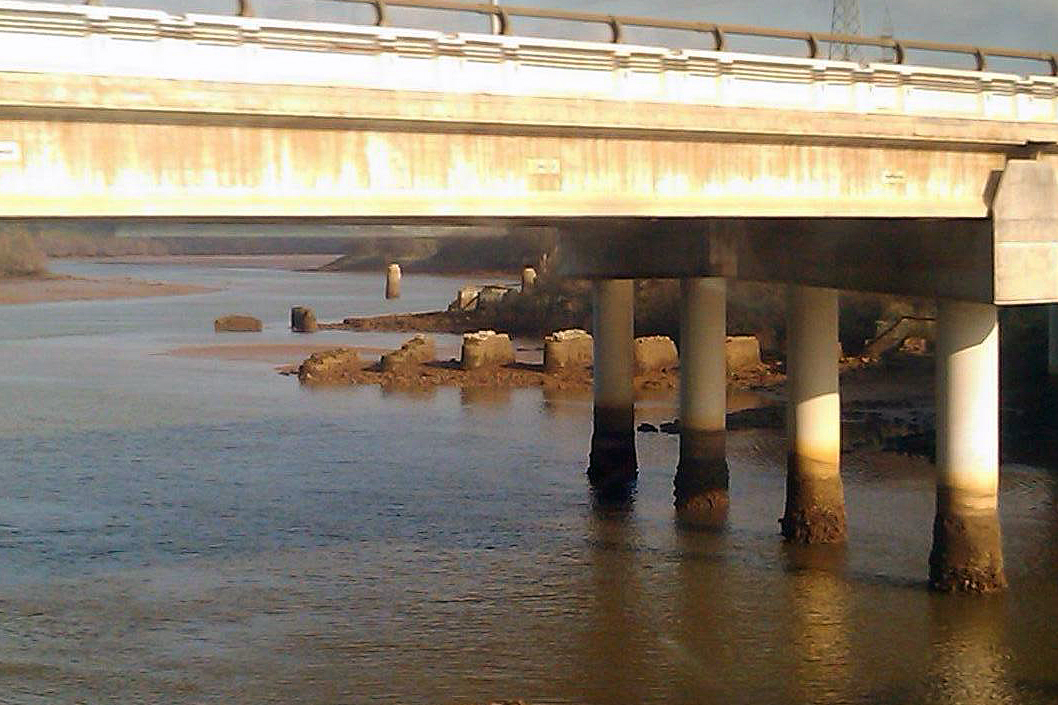
Tras el puente de la autopista S-10 se pueden observar 6 pilares del antiguo muelle de la compañía Minas Complemento. Y tras ellos los restos del muelle de la compañía Santander-Bilbao.

La empresa acordó su disolución en 1920, cesando las operaciones mineras. Sin embargo, continuaron los embarques del mineral almacenado hasta 1924. En 1926 el muelle revirtió a la Compañía José Mac Lennan, sucesora del ingeniero tras su fallecimiento. Posteriormente el muelle fue abandonado y de su existencia sólo quedan 6 pilares rectangulares de mampostería y extremos redondeados, visibles en las mareas bajas.
Cargadero de la Compañía del Ferrocarril Santander-Bilbao
Este cargadero, propiedad de la Compañía de los Ferrocarriles de Santander a Bilbao, fue el único de la zona que no pertenecía a una compañía minera. Se situaba a la derecha del muelle de San Justo y era un muelle de madera de 160 m de longitud, que se inauguró, oficiosamente, el 13 de diciembre de 1898.
El cargadero disponía de dos vías a distinto nivel, una para vagones cargados y otra para los vacíos, que partían de la línea de ancho métrico Santander-Bilbao. Además tenía 2 vías apartadero.
Este muelle era utilizado para embarcar mineral procedente de las explotaciones mineras de la parte oriental de Peña Cabarga: las minas de Cabarga, Minas de Heras, La Ciega, Cabárceno, Entrambasguas, San José y Anejas y Pepita.
Otros muelles
La bibliografía sobre la explotación minera de Peña Cabarga señala la existencia o, al menos, la solicitud de otros muelles en San Salvador. Además de los ya indicados, Mac Lennan ya había obtenido autorización en 1873 para construir «un embarcadero de madera con destino á la carga de minerales» en la ría de San Salvador, sucediéndole otras autorizaciones similares en ese mismo año y el siguiente.

## Demografía
En el año 2021 contaba con una población empadronada de 410 habitantes (INE).
| Gráfica de evolución demográfica de San Salvador entre 1986 y 2014                                                                               |
| |
| Población según censos de población del INE. Fuente: Gran Enciclopedia de Cantabria. Población según padrón municipal de habitantes. Fuente INE. |

Según el censo de población y viviendas correspondiente al año 2001, realizado por el INE, contaba con 111 viviendas familiares, 
89 principales, 10 secundarias y el resto de otro tipo o desocupadas.
Según el Diccionario de Madoz, a finales del siglo XIX contaba con una población de 8 vecinos y 37 almas, en 6 casas.

## Transporte

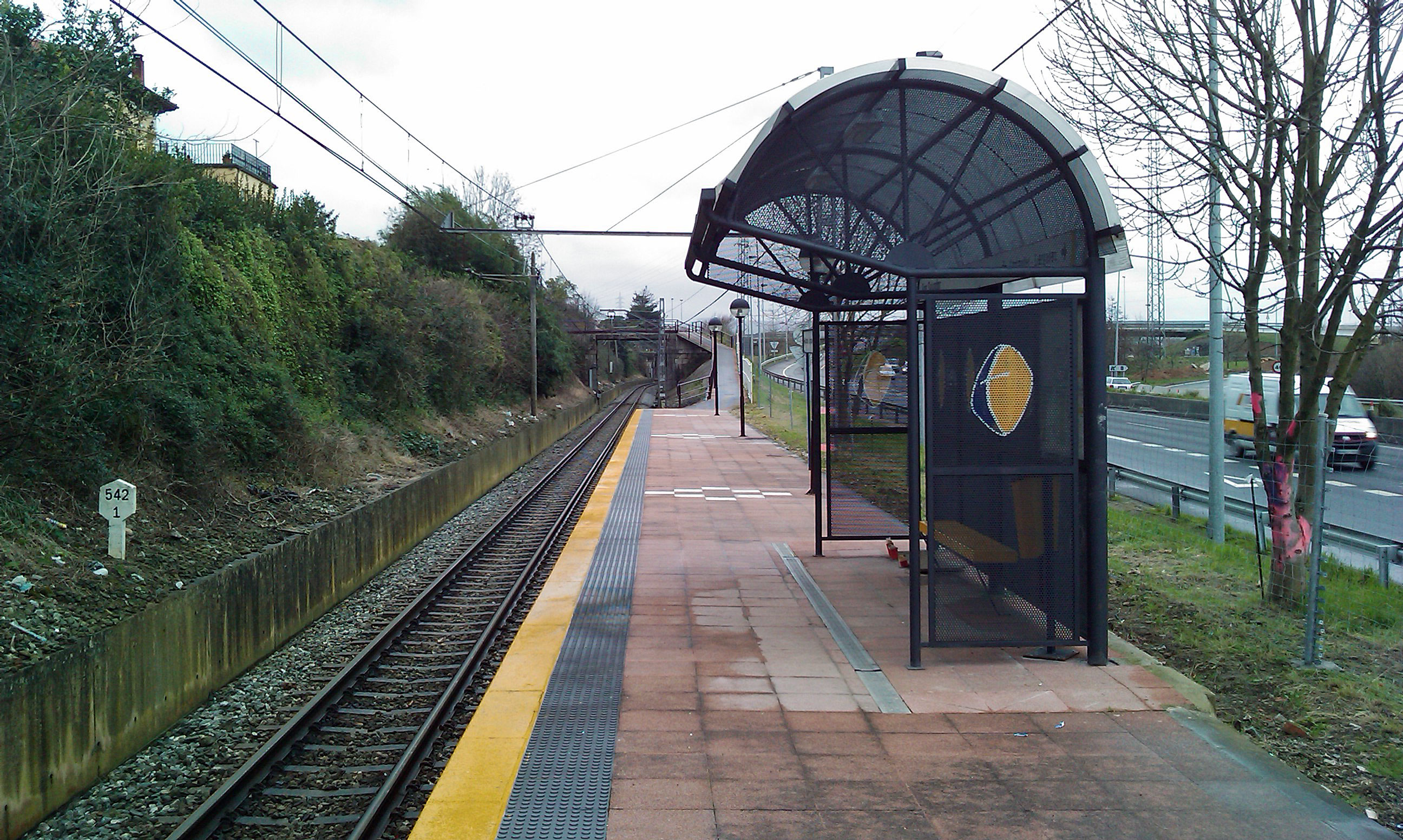
Apeadero de FEVE en San Salvador.

La principal vía de comunicación es la carretera nacional N-635, de Muriedas a Solares, que atraviesa la localidad. En el acceso desde el vecino municipio de El Astillero dicha vía cruza la ría de Solía por el conocido como puente de San Salvador. La N-635 disponía en la localidad de un acceso a la autovía S-10, de tipo trompeta, que fue cerrado para constituir el inicio de la S-30, conocida como ronda de la Bahía.
Otra vía de comunicación es la carretera autonómica CA-142, uno de los ejes de la región, que llega hasta Selaya siguiendo el río Pisueña en parte de su recorrido. 
Dispone de un apeadero de ferrocarril, con servicio de cercanías de la línea Santander-Liérganes de Renfe Cercanías AM.
| Procedencia/Destino | <             | Línea | >     | Procedencia/Destino |
| ------------------- | ------------- | ----- | ----- | ------------------- |
| Santander AM        | La Cantábrica |       | Heras | Liérganes           |

## Servicios públicos

### Educación

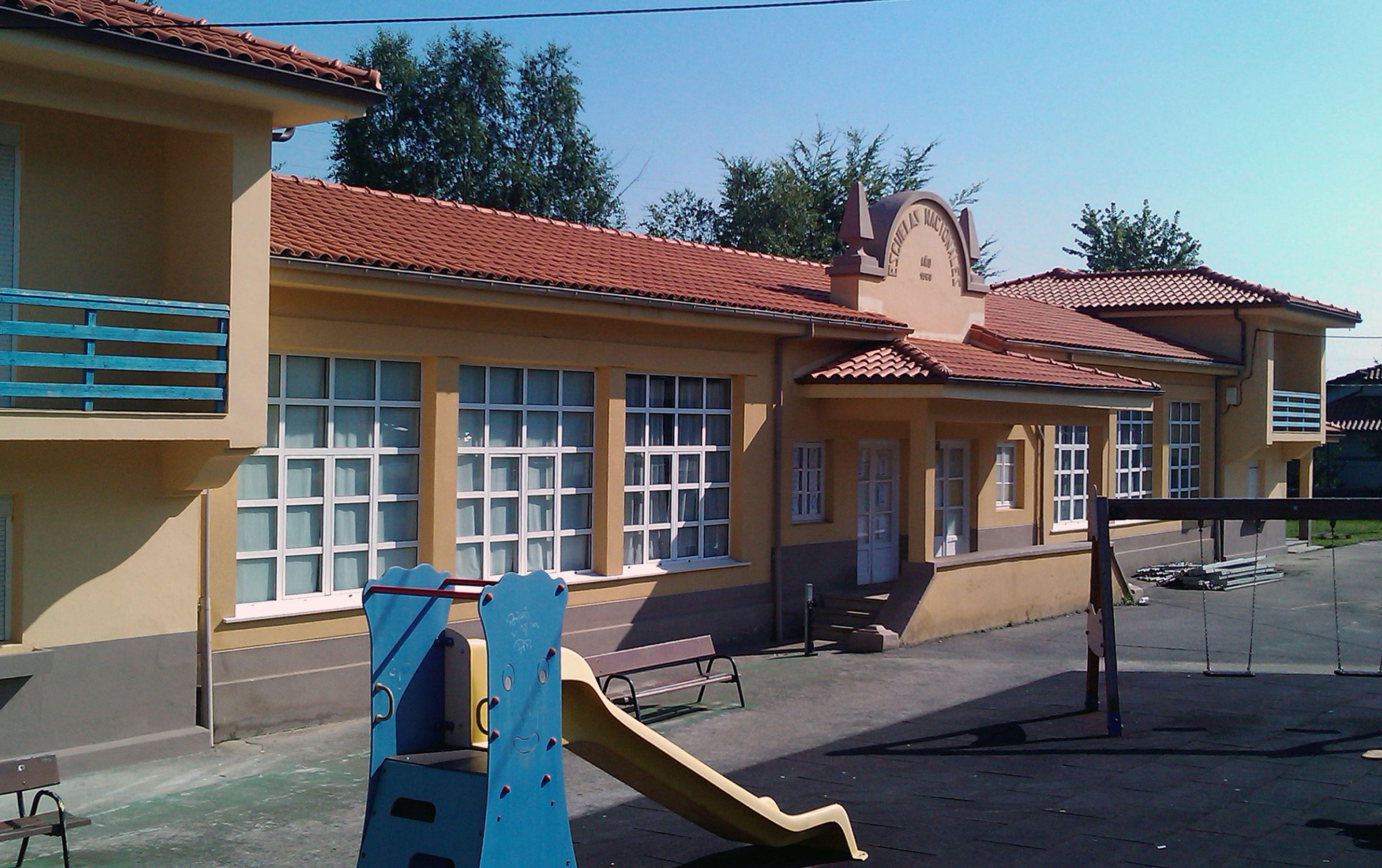
Fachada del colegio

La localidad cuenta con un colegio, localizado en el barrio de La Iglesia, integrado en el Colegio Rural Agrupado (CRA) «Peña Cabarga». El antiguo Colegio Público (C.P.) «Eulogio Pedraja Gómez» se integró en el CRA en 1993, junto con el C.P. «Pedro Santiago Concha», de Heras, y el C.P. «Pablo Tarrero Ribero» de Santiago de Cudeyo.
El colegio cuenta con una unidad mixta de educación infantil y primaria, dos aulas ordinarias (de especialistas e informática) y pista polideportiva. 
Está adscrito al IES «La Granja», en Heras. Y en el curso 2009-2010 contaba con 10 alumnos, 2 de infantil y 8 de primaria.
La escuela original fue construida en 1913 con las aportaciones del marqués de Valdecilla y la empresa minera, debido a las nuevas necesidades educativas de la población relacionada con la minería. Posteriormente, en 1931, fue reparada y ampliada. Esta edificación fue derruida debido a obras en la carretera de Muriedas a Bilbao y el edificio actual data de 1960.

### Salud
Según el decreto 66/2001, del Gobierno de Cantabria, la localidad se incluye en la Zona de Salud nº14, Astillero, del Área I, Santander, al contrario del resto del municipio de Medio Cudeyo, que se incluye en la zona n.º 15, de la misma Área I.

## Patrimonio

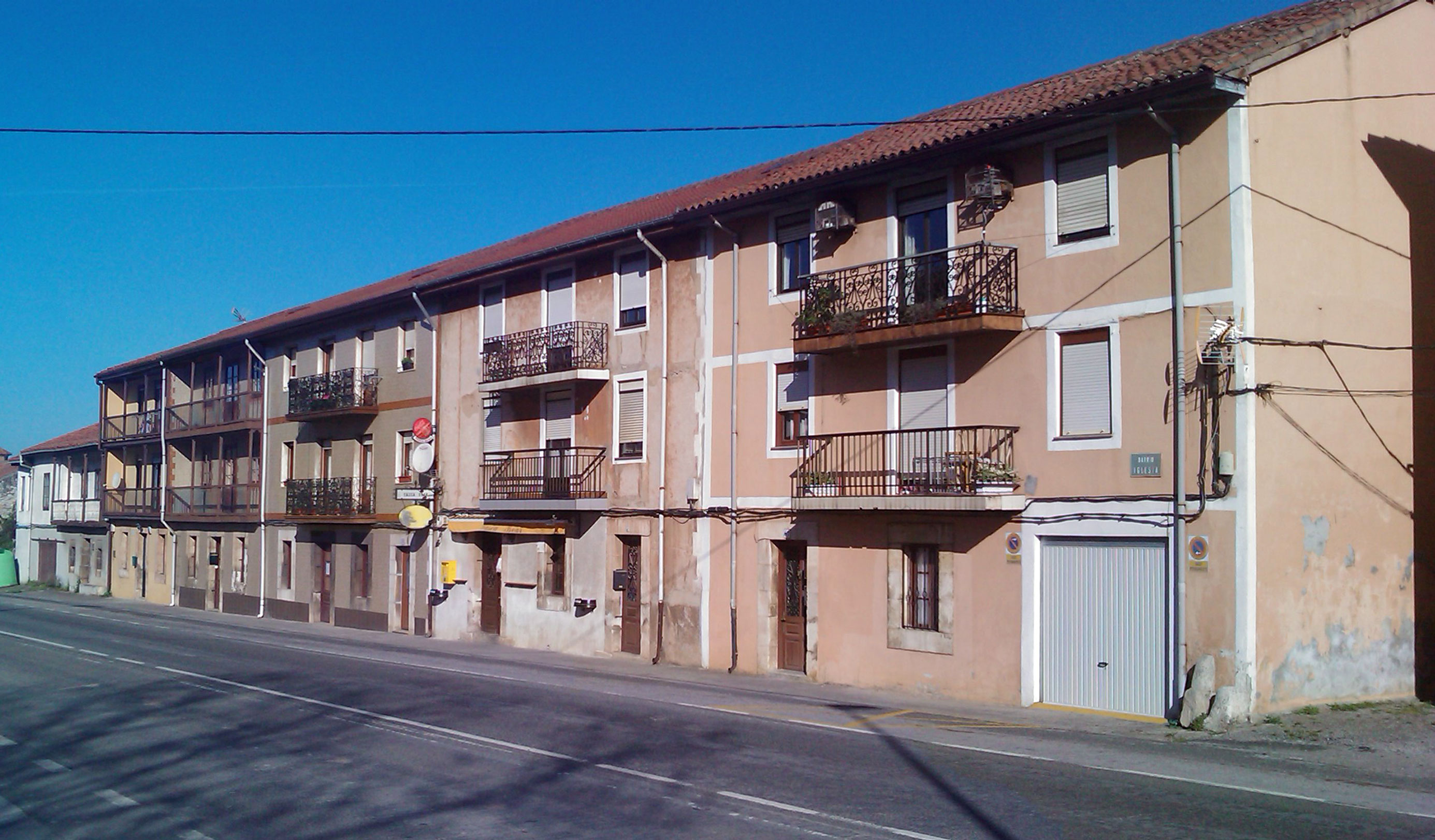
Hilera de casas con balconada en el barrio de La Iglesia.

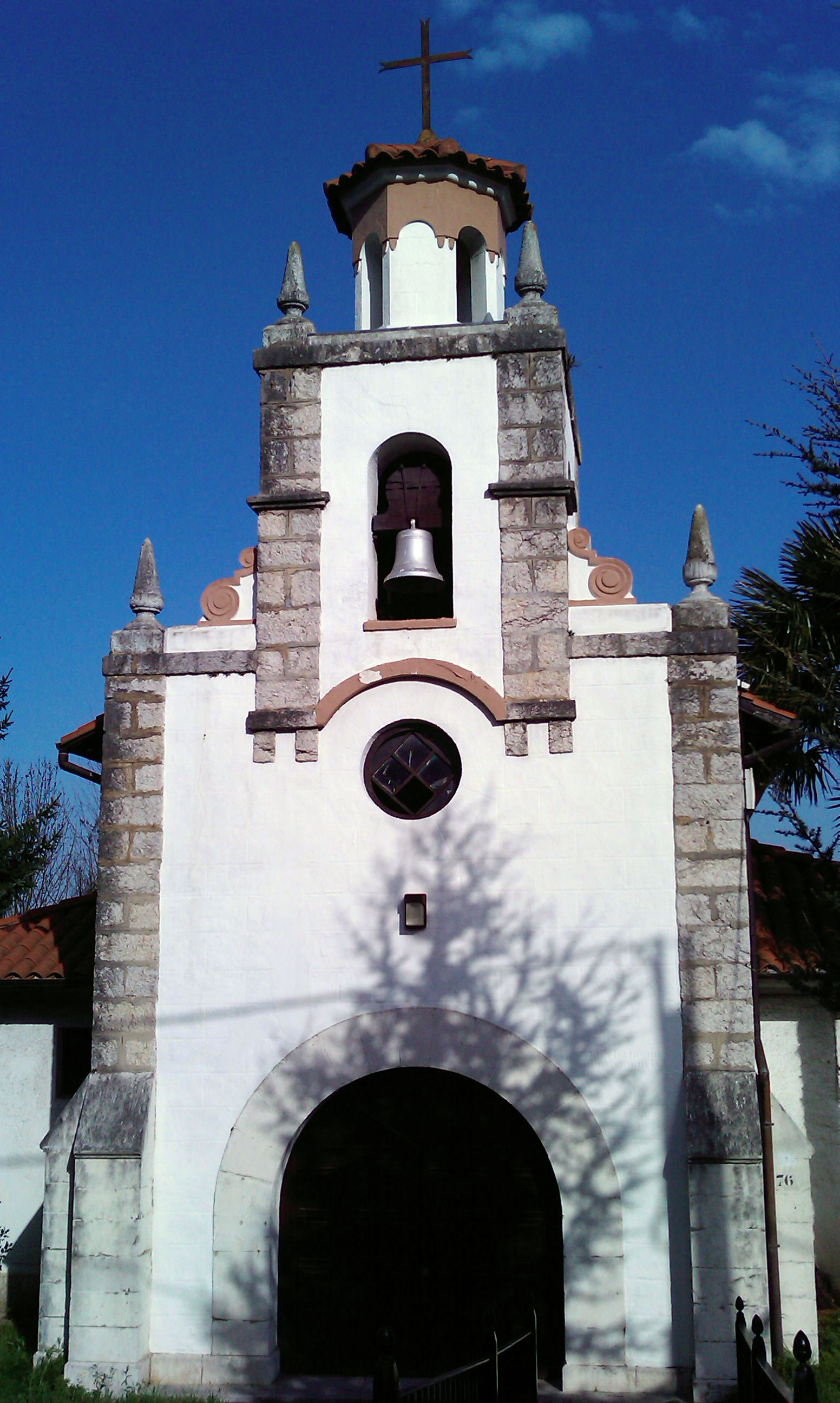
Fachada de la iglesia parroquial de San Justo.

Cuenta con una iglesia, parroquial, bajo la advocación de San Justo, construida a comienzos del siglo XX. El edificio es de nave única y característico de la arquitectura religiosa de postguerra. Posee dos esculturas de Cristo, en cruz y todopoderoso, con cierto valor artístico, procedentes del antiguo templo. Este fue edificado en 1695 y sobre sus restos se edificó el actual, en el barrio de La Iglesia, a la orilla de la carretera N-635.
Destacan, también, las casas populares con balconadas situadas en hilera, contiguas a la iglesia. Así como el lavadero público del barrio Río Laya, de planta rectangular y cubierta a dos aguas, reconstruido.

## Administración
La localidad está constituida en Junta Vecinal, estando su sede en el barrio de la Iglesia.

## Fiestas
Celebra las fiestas patronales el 6 de agosto, festividad de los santos Justo y Pastor.